# Bilgram
Bilgram è una suddivisione dell'India, classificata come municipal board, di 25.292 abitanti, situata nel distretto di Hardoi, nello stato federato dell'Uttar Pradesh. In base al numero di abitanti la città rientra nella classe III (da 20.000 a 49.999 persone).

## Geografia fisica
La città è situata a 27° 10' 60 N e 80° 1' 60 E e ha un'altitudine di 135 m s.l.m..

## Società

### Evoluzione demografica
Al censimento del 2001 la popolazione di Bilgram assommava a 25.292 persone, delle quali 13.627 maschi e 11.665 femmine. I bambini di età inferiore o uguale ai sei anni assommavano a 4.493, dei quali 2.377 maschi e 2.116 femmine. Infine, coloro che erano in grado di saper almeno leggere e scrivere erano 12.647, dei quali 7.718 maschi e 4.929 femmine.